# 국립 나가사키 원폭사망자 추도 평화기념관
국립 나가사키 원폭 사망자 추도 평화기념관(国立長崎原爆死没者追悼平和祈念館)은 일본 나가사키현 나가사키시에 있는 1945년 8월 9일 나가사키에 투하된 원자폭탄으로 사망한 사람들과 그 후에 사망한 피폭자를 추모하고 세계 평화를 기원하는 시설이다. 재단법인 나가사키 평화 추진 협회가 운영 및 관리를 하고 있다.

## 같이 보기
- 제2차 세계 대전